# Petak Kaja
Petak Kaja is een bestuurslaag in het regentschap Gianyar van de provincie Bali, Indonesië. Petak Kaja telt 3301 inwoners (volkstelling 2010).